# Associazione Sportiva Roma Nuoto
L'Associazione Sportiva Roma Nuoto è una società sportiva di nuoto e pallanuoto di Roma. È affiliata alla Federazione Italiana Nuoto e iscritta al CONI. 

## Storia
La società venne fondata nel 2008. In precedenza la sua denominazione era quella di Black Shark Capitolini, ed in cinque anni partendo dalla Serie D raggiunse la Serie A2. Il presidente è Nicolò Cristofaro, mentre il vice-presidente è Luigi Grossi. Nel 2010 diventa presidente onorario Mario Fiorillo, capitano del Settebello all'Olimpiade 1992, che in seguito per alcuni anni sarà anche allenatore in Serie A2; ad ottobre 2015, invece, è stato nominato presidente onorario Bartolo Consolo, dal 2014 inserito nella International Swimming Hall of Fame e con un passato da dirigente presso le più importanti federazioni natatorie nazionali ed internazionali. Nel settembre 2015 la società, in linea con la volontà – espressa sin dalla propria nascita – di emergere in ogni disciplina agonistica legata al settore acqua, ha deciso di aprire le porte al nuoto. Il relativo settore è stato quindi affidato al tecnico Renzo Trulli, per anni alla guida delle nazionali di nuoto e degli Azzurri alle Olimpiadi di Seul del 1988. Dopo aver fallito per due stagioni consecutive la promozione nella finale dei playoff (nel 2016 fu sconfitta dal Torino '81, mentre l'anno successivo dalla RN Florentia), il 23 giugno 2018 la squadra riuscì a raggiungere per la prima volta nella sua storia la massima categoria, sconfiggendo nell'atto finale la President Bologna. Nella prima stagione in Serie A1 riesce a centrare la qualificazione per i playoff scudetto, venendo sconfitta ai quarti di finale dalla Sport Management. Nel 2022, invece, eviterà la retrocessione in Serie A2 sconfiggendo il Milano Metanopoli ai playout. Nel settembre 2022 i diritti sportivi per la partecipazione al campionato di Serie A1 sono stati venduti alla Distretti Ecologici S.p.A., che ha istituito una nuova società denominata Distretti Ecologici Nuoto Roma. Dismessa la prima squadra, a partire dalla stagione 2022-23 la Roma Nuoto mantiene il solo settore giovanile.